# Calanthe
Calanthe is een plantengeslacht uit de orchideeënfamilie.

## Voorkomen
De ongeveer 188 soorten komen oorspronkelijk uit Oost- en Zuid-Azië, Midden-Amerika, tropisch Afrika en Australië. De meeste soorten komen in Azië voor.

## Betekenis van de naam
De geslachtsnaam is een samenstelling van de Oudgriekse woorden καλός, kalos (mooi) en ἄνθος, anthos (bloem).

## Soorten
Het geslacht bestaat uit zowel epifyten als aardorchideeën. Sommige soorten zijn bladverliezend en hebben een wortelstok met een bebladerde centrale stengel. De bloeistengel begint aan de basis van de wortelstok of bladeren. Andere soorten behouden hun blad en hebben vrij grote schijnknollen met twee of vier bladeren met korte bladsteel die aan de basis van de schinknol ontspruiten.

## Soortenlijst
- Calanthe abbreviata  (Blume) Lindl. (1833)
- Calanthe aceras  Schltr. (1905)
- Calanthe actinomorpha  Fukuy. (1935)
- Calanthe albolutea  Ridl. (1903)
- Calanthe aleizettii  Gagnep. (1950)
- Calanthe alismifolia  Lindl. (1855)
- Calanthe alpina  Hook.f. ex Lindl. (1855)
- Calanthe alta  Rchb.f. (1878)
- Calanthe angustifolia  (Blume) Lindl. (1833)
- Calanthe anjanae  Lucksom. 1994)
- Calanthe anthropophora  Ridl. (1915)
- Calanthe arcuata  Rolfe (1896)
- Calanthe arfakana  J.J.Sm. (1913)
- Calanthe argenteostriata  C.Z.Tang & S.J.Cheng (1981)
- Calanthe arisanensis  Hayata (1911)
- Calanthe aristulifera  Rchb.f. (1878)
- Calanthe aruank  P.Royen (1979)
- Calanthe atjehensis J.J.Sm. (1943)
- Calanthe aurantiaca  Ridl. (1903)
- Calanthe aureiflora  J.J.Sm. (1922)
- Calanthe balansae  Finet (1900)
- Calanthe baliensis  J.J.Wood & J.B.Comber (1986)
- Calanthe bicalcarata  J.J.Sm. (1907)
- Calanthe biloba  Lindl. (1855)
- Calanthe brevicornu  Lindl. (1833)
- Calanthe calanthoides  (A.Rich. & Galeotti) Hamer & Garay (1974)
- Calanthe camptoceras  Schltr. (1912)
- Calanthe cardioglossa  Schltr. (1906)
- Calanthe carrii  Govaerts (1999)
- Calanthe caulescens  J.J.Sm. (1911)
- Calanthe caulodes  J.J.Sm. (1933)
- Calanthe ceciliae  Rchb.f. (1883)
- Calanthe cheniana  Hand.-Mazz. (1936)
- Calanthe chevalieri  Gagnep. (1931)
- Calanthe chloroleuca  Lindl. (1844)
- Calanthe chrysoglossoides  J.J.Sm. (1910)
- Calanthe chrysoleuca  Schltr. (1912)
- Calanthe clavata  Lindl. (1833)
- Calanthe clavicalcar  J.J.Sm. (1922)
- Calanthe cleistogama  Holttum (1947)
- Calanthe coelogyniformis  Kraenzl. (1908)
- Calanthe coiloglossa  Schltr. (1905)
- Calanthe conspicua  Lindl. (1855)
- Calanthe coreana  Nakai (1914)
- Calanthe cremeoviridis  J.J.Wood (1981)
- Calanthe crenulata  J.J.Sm. (1912)
- Calanthe cruciata  Schltr. (1912)
- Calanthe crumenata  Ridl. (1917)
- Calanthe davaensis  Ames. 1914)
- Calanthe davidii  Franch. (1888)
- Calanthe densiflora  Lindl. (1833)
- Calanthe dipteryx  Rchb.f. (1884)
- Calanthe discolor  Lindl. (1838)
- Calanthe disticha  Tang & F.T.Wang (1974)
- Calanthe dulongensis  H.Li (2003)
- Calanthe duyana  Aver. (2006)
- Calanthe ecallosa J.J.Sm. (1913)
- Calanthe ecarinata  Rolfe ex Hemsl. (1892)
- Calanthe emeishanica K.Y.Lang & Z.H.Tsi (1982)
- Calanthe engleriana  Kraenzl. (1905)
- Calanthe englishii  Rolfe (1899)
- Calanthe ensifolia  Rolfe (1896)
- Calanthe epiphytica  Carr (1933)
- Calanthe esquirolei  Schltr. (1913)
- Calanthe fargesii  Finet (1900)
- Calanthe finisterrae  Schltr. (1912)
- Calanthe fissa  L.O.Williams (1946)
- Calanthe flava  (Blume) C.Morren (1834)
- Calanthe forbesii  Ridl. (1925)
- Calanthe fragrans  P.Royen (1979)
- Calanthe fugongensis  X.H.Jin & S.C.Chen. 2008)
- Calanthe fulgens  Lindl. (1855)
- Calanthe geelvinkensis  J.J.Sm. (1915)
- Calanthe gibbsiae  Rolfe (1914)
- Calanthe graciliflora  Hayata (1911)
- Calanthe graciliscapa  Schltr. (1911)
- Calanthe griffithii  Lindl. (1852)
- Calanthe halconensis  Ames (1907)
- Calanthe hancockii  Rolfe (1896)
- Calanthe hattorii  Schltr. (1906)
- Calanthe hennisii  Loher (1909)
- Calanthe henryi  Rolfe (1896)
- Calanthe herbacea  Lindl. (1855)
- Calanthe hirsuta  Seidenf. (1975)
- Calanthe hololeuca  Rchb.f. (1868)
- Calanthe hoshii  S.Kobay. (1983)
- Calanthe hyacinthina  Schltr. (1925)
- Calanthe imthurnii  Kores (1989)
- Calanthe inflata  Schltr. (1912)
- Calanthe izu-insularis  (Satomi) Ohwi & Satomi (1965)
- Calanthe johorensis  Holttum (1947)
- Calanthe jusnerii  Boxall ex Náves (1880)
- Calanthe kaniensis  Schltr. (1912)
- Calanthe kemulensis  J.J.Sm. (1931)
- Calanthe keshabii  Lucksom (1992)
- Calanthe kinabaluensis  Rolfe (1914)
- Calanthe labellicauda  Gilli. 1983)
- Calanthe labrosa  (Rchb.f.) Rchb.f. (1883)
- Calanthe lacerata  Ames (1912)
- Calanthe lechangensis  Z.H.Tsi & Tang (1981)
- Calanthe leucosceptrum  Schltr. (1912)
- Calanthe limprichtii  Schltr. (1922)
- Calanthe longibracteata  Ridl. (1917)
- Calanthe longifolia  Schltr. (1912)
- Calanthe lutiviridis  P.Royen (1979)
- Calanthe lyroglossa  Rchb.f. (1878)
- Calanthe madagascariensis  Rolfe ex Hook.f. (1901)
- Calanthe mannii  Hook.f. (1890)
- Calanthe maquilingensis  Ames (1915)
- Calanthe maxii  P.O'Byrne (2000)
- Calanthe mcgregorii  Ames (1907)
- Calanthe metoensis  Z.H.Tsi & K.Y.Lang (1978)
- Calanthe micrantha  Schltr. (1912)
- Calanthe microglossa  Ridl. (1903)
- Calanthe moluccensis  J.J.Sm. (1926)
- Calanthe monophylla  Ridl. (1909)
- Calanthe muelleri  Kraenzl. (1893)
- Calanthe nankunensis  Z.H.Tsi (1981)
- Calanthe nicolae  P.O'Byrne (1996)
- Calanthe nipponica  Makino (1898)
- Calanthe nivalis  Boxall ex Náves (1880)
- Calanthe oblanceolata  Ohwi & T.Koyama (1957)
- Calanthe obreniformis  J.J.Sm. (1933)
- Calanthe odora  Griff. (1851)
- Calanthe oreadum  Rendle (1921)
- Calanthe otuhanica  C.L.Chan & T.J.Barkman (1997)
- Calanthe ovalifolia  Ridl. (1894)
- Calanthe ovata  Ridl. (1909)
- Calanthe papuana  (Schltr.) J.J.Sm. (1929)
- Calanthe parvilabris  Schltr. (1905)
- Calanthe pauciverrucosa  J.J.Sm. (1925)
- Calanthe pavairiensis  Ormerod (1995)
- Calanthe petelotiana  Gagnep. (1932)
- Calanthe pilosa  Lindl. (1855)
- Calanthe plantaginea  Lindl. (1833)
- Calanthe polyantha  Gilli. 1983)
- Calanthe puberula  Lindl. (1833)
- Calanthe pulchra  (Blume) Lindl. (1833)
- Calanthe pullei  J.J.Sm. (1914)
- Calanthe rajana  J.J.Sm. (1927)
- Calanthe reflexilabris  J.J.Sm. (1913)
- Calanthe rhodochila  Schltr. (1905)
- Calanthe rigida  Carr (1930)
- Calanthe rosea  (Lindl.) Benth. (1880)
- Calanthe rubens  Ridl. (1890)
- Calanthe ruttenii  J.J.Sm. (1928)
- Calanthe saccata  J.J.Sm. (1900)
- Calanthe sacculata  Schltr. (1919)
- Calanthe salaccensis  J.J.Sm. (1910)
- Calanthe sanderiana  B.S.Williams (1887)
- Calanthe seranica  J.J.Sm. (1928)
- Calanthe shelfordii  Ridl. (1900)
- Calanthe shweliensis  W.W.Sm. (1921)
- Calanthe simplex  Seidenf. (1975)
- Calanthe sinica  Z.H.Tsi (1995)
- Calanthe spathoglottoides  Schltr. (1912)
- Calanthe speciosa  (Blume) Lindl. (1833)
- Calanthe stenophylla  Schltr. (1912)
- Calanthe stevensiana  Regnier ex Rchb.f. (1883)
- Calanthe striata  R.Br. ex Lindl. (1833)
- Calanthe succedanea  Gagnep. (1931)
- Calanthe sylvatica  (Thouars) Lindl. (1833)
- Calanthe taenioides  J.J.Sm. (1928)
- Calanthe tahitensis  Nadeaud (1873)
- Calanthe tenuis  Ames & C.Schweinf. (1920)
- Calanthe torricellensis  Schltr. (1905)
- Calanthe transiens  J.J.Sm. (1922)
- Calanthe triantherifera  Nadeaud (1873)
- Calanthe tricarinata  Lindl. (1833)
- Calanthe trifida  Tang & F.T.Wang (1951)
- Calanthe triplicata  (Willemet) Ames (1907) -typesoort
- Calanthe trulliformis  King & Pantl. (1895)
- Calanthe truncata  J.J.Sm. (1912)
- Calanthe truncicola  Schltr. (1911)
- Calanthe tsoongiana  Tang & F.T.Wang (1951)
- Calanthe uncata  Lindl. (1855)
- Calanthe undulata  J.J.Sm. (1903)
- Calanthe unifolia  Ridl. (1923)
- Calanthe vaginata  Lindl. (1855)
- Calanthe velutina  Ridl. (1921)
- Calanthe ventilabrum  Rchb.f. (1868)
- Calanthe versteegii  J.J.Sm. (1914)
- Calanthe vestita  Wall. ex Lindl. (1833)
- Calanthe villosa  J.J.Sm. (1912)
- Calanthe whiteana  King & Pantl. (1846)
- Calanthe yuana  Tang & F.T.Wang (1936)
- Calanthe yuksomnensis  Lucksom (1998)

## Indeling ensynoniemen
De volgende geslachten worden tegenwoordig ondergebracht in Calanthe:
- Alismorkis Thouars
- Amblyglottis Blume
- Aulostylis Schltr.
- Calanthidum Pfitzer
- Centrosia A.Rich.
- Centrosis Thouars
- Cytheris Lindl.
- Ghiesbreghtia A.Rich. & Galeotti
- Limatodes Blume
- Paracalanthe Kudô
- Preptanthe Rchb.f.
- Styloglossum Breda
- Sylvalismis Thouars

## Afbeeldingen

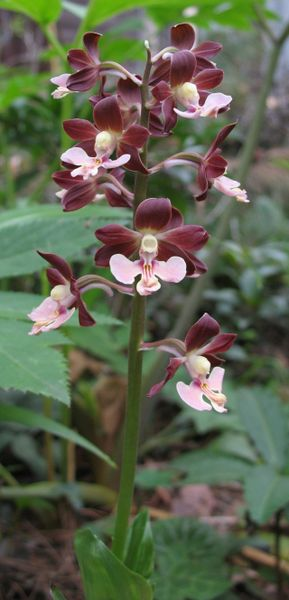
Calanthe discolor
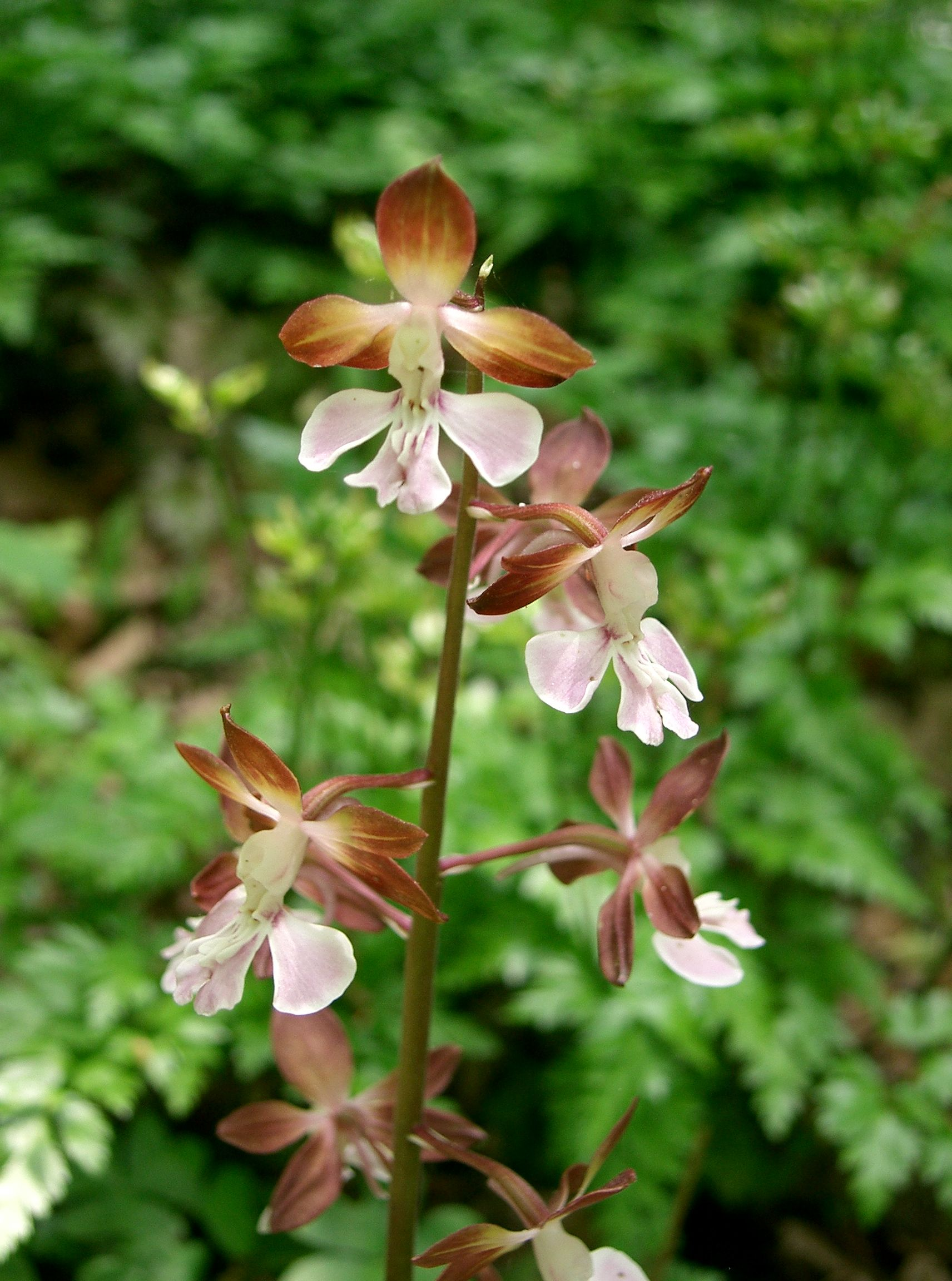
Calanthe discolor
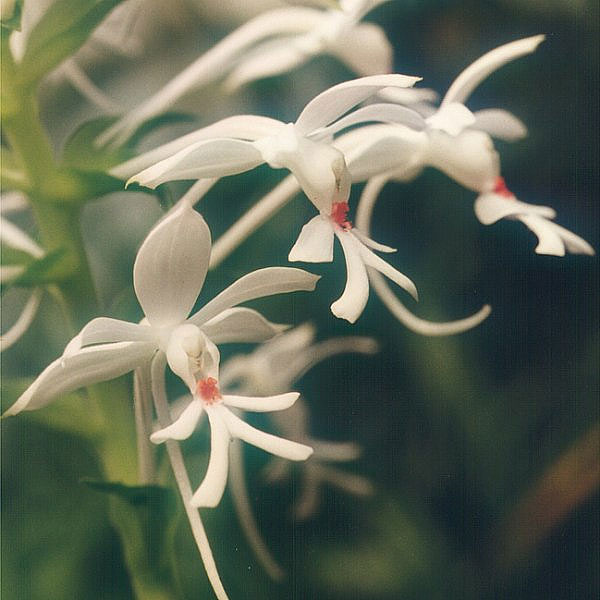
Calanthe triplicata